# Andreas Bild
Per Andreas Bild, född 3 oktober 1971 i Växjö, är en svensk före detta fotbollsspelare som spelade som mittfältare. Han tog SM-guld med Hammarby 2001. Han spelade även två landskamper för det svenska landslaget.

## Klubbkarriär
Bilds moderklubb är Växjö BK. Mellan 1991 och 1998 spelade han för Östers IF i Allsvenskan. Inför säsongen 1999 värvades Bild av Hammarby IF. Det blev en tung debutsäsong i klubben för Bild som fick öknamnet "still-Bild" av supportrarna. Följande säsong gick bättre för Bild som bland annat gjorde ett hattrick mot Umeå FC i Svenska cupen i april 2000. Säsongen 2001 spelade han 19 ligamatcher och gjorde två mål då Hammarby vann SM-guld.
Efter att inte fått förnyat kontrakt i Hammarby gick Bild inför säsongen 2002 till IF Brommapojkarna. Han spelade tre säsonger för BP i Superettan och lämnade klubben efter säsongen 2004 då han inte fick förnyat kontrakt.

## Landslagskarriär
Bild spelade 34 ungdomslandskamper för Sveriges U17, U19 och U21-landslag mellan 1987 och 1992. Bild debuterade i A-landslaget den 11 februari 1997 i en vänskapsmatch mot Thailand, där han spelade 64 minuter innan han blev utbytt mot Anders Andersson. Två dagar senare spelade Bild ytterligare en landskamp mot Japan, där han blev inbytt i den 86:e minuten mot Peter Wibrån.

## Tränarkarriär
Efter spelarkarriären provade Bild på tränaryrket. Inför säsongen 2005 fick han en roll som assisterande tränare åt Mikael Söderman i Djurgården/Älvsjö. I juni 2005 kom Benny Persson in som ny huvudtränare och Söderman blev då assisterande och Bild fick en roll som individuell tränare. Bild lämnade sitt uppdrag i Djurgården/Älvsjö i november 2005 efter en turbulent tid med många tränarbyten i klubben.
I augusti 2010 fick Bild en roll som sportansvarig i Boo FF.

## Privatliv
Andreas Bild är bror till Fredrik Bild, son till Per-Olof Bild och även släkt med Harry Bild. Han är gift med dansaren Maria Bild (född Karlsson).

## Meriter
Hammarby IF
- Allsvenskan: 2001[14]